# Jesse Armstrong
Jesse Armstrong (Oswestry, 13 de dezembro de 1970) é um roteirista britânico. Como reconhecimento, foi indicado ao Oscar 2010 na categoria de Melhor Roteiro Adaptado por In the Loop. Em 2019, venceu o Emmy de melhor roteiro em série dramática, por Succession.